# Ätztussis
Ätztussis est un groupe féminin d'anarcho-punk allemand. Il est actif à la fin des années 1970 et au début des années 1980 autour du club KZ 36 de Berlin-Ouest.

## Biographie
Ätztussis appartient à la deuxième génération de groupes de punk rock berlinois. Alors que la première génération (par exemple, PVC) chante principalement en anglais et suit fortement les codes anglais, la deuxième génération, principalement initiée dans la scène anarcho-punk et squat de Kreuzberg, chante en allemand et développe un style musical propre et agressif,. 
Ätztussis n'a jamais signé de contrat avec un grand label. Ses enregistrements les plus célèbres incluent les morceaux sortis en 1980 sur le split KZ 36 Live. Une représentation live du groupe s'effectue à l'Antifaschistische Festival Berlin 1979. Là, le groupe joue dans un camion devant la prison de Berlin. La chanson Schlag zurück est ensuite jointe à la compilation du festival. En 1980, le groupe apparaît également dans le documentaire Okay Okay – der moderne Tanz de Christoph Dreher.

## Discographie
- 1980 : Schlag zurück (sur Antifaschistisches Festival – Live Berlin 1979)
- 1980 : Linker Spießer, Bullen, Mollies und Steine, Liebeslied (sur KZ 36 Live avec Beton Combo, Blitzkrieg et Kondensators)
- 2005 : Ätztussis (compilation)